# Семёнов, Василий Григорьевич
Василий Григорьевич Семёнов (? — 07.11.1693) — выдающийся государственные деятель и администратор, дьяк (1664), думный дьяк Разрядного приказа (1676—1690).

## Биография
Василий Григорьевич Семёнов сын подьячего Григория Семёнова, всю свою жизнь прослуживший в Разрядном приказе.
Сведения о карьере Василия Григорьевича начинаются с (1663/64) и с самого начала связаны с Разрядным приказом (прим. сов. Министерство обороны). Видимо, он поступил на службу подьячим именно в это учреждение и надо отметить, что карьера его развивалась стремительно. Он первым по окладу среди дьяков (35 рублей), то есть старым, разрядным подьячим и главой важнейшего департамента — приказа Московского стола (1664) и в этом же году пожалован в дьяки. Ведал боярским списком, полковые дела и пять городов: Владимир, Суздаль, Коломну, Каширу и Арзамас. Через год В. Г. Семёнов занимает место третьего дьяка (1665—1669), второй дьяк (1670—1676).
Пожалован чином Думного дьяка Разрядного приказа (весна 1676) и оставался в этом чине (до 12.09.1690), за исключением (1680—1682), в это время разрядом руководил боярин М. Ю. Стрешнев. В это время Семёнов оставался вторым дьяком и фактически руководил приказом до своей смерти. Таким образом, В. Г. Семёнов всю свою жизнь посвятил военно-административному ведомству, проработав в разряде более 30 лет, из них 14 являлся действительным главой приказа и три года фактическим, что несомненно сделало его чрезвычайно опытным администратором, высококласным специалистом по кадровым вопросам служилого сословия и военному делу.
Для первого Чигиринского похода (1676—1677) Семёновым были утверждены принципы формирования частей южной армии, проведена разверстка высших служилых людей, московских чинов по полкам, определены состав полков разрядных шатров и мероприятия по призыву столичных и городовых людей, из которых были созданы четыре полка (Путивльский, Рыльский, Белгородский и Севский). Приказ о призыве на военную службу для Чигиринского похода зачитал В. Г. Семёнов с Постельнического крыльца (02 апрель 1676).
Василий Григорьевич, без предварительного сбора информации, принимал решения по всем вопросам, связанных с пожалованием в военный чин и отставкой служилых людей, с выдачей пособий за раны и увечья, пребывания в плену. Им принимались решения по челобитным иноверцев о крещении, что вело к повёрствованию по службе и приёма в русское дворянство и имело политический характер. Также глава приказа ведал всеми денежными делами, закреплённые Уложением (1649). В. Г. Семёнову принадлежало также большинство распоряжение о внеочередной выплате служилым людям по их челобитным.
Подготовил и зачитал с Постельнического крыльца царский указ о безместии по полкам (05 ноября 1678).
Владелец двух домов в Москве и одним в Замоскворечье (1677). Владел деревней Прончищево в Каширском уезде.

## Семья
- Жена: Пелагея
- Младший сын: Алексей.